# Privata
Privata (łac. Diocesis Privatensis) – stolica historycznej diecezji w Cesarstwie rzymskim, w prowincji Mauretania Sitifense, zlikwidowana w VII w. podczas ekspansji islamskiej, współcześnie w północnej Algierii. Obecnie katolickie biskupstwo tytularne.

## Biskupi
| Lp. | Biskup             | Funkcja                                      | Od              | Do              |
| --- | ------------------ | -------------------------------------------- | --------------- | --------------- |
| 1   | John Atcherley Dew | biskup pomocniczy Wellington (Nowa Zelandia) | 1 kwietnia 1995 | 24 maja 2004    |
| 2   | Jérôme Beau        | biskup pomocniczy Paryża (Francja)           | 1 czerwca 2006  | 25 lipca 2018   |
| 3   | Alexandre Joly     | biskup pomocniczy Rennes (Francja)           | 14 grudnia 2018 | 11 grudnia 2021 |
| 4   | Louis-Jean Sander  | biskup pomocniczy Port-au-Prince (Haiti)     | 31 maja 2024    |                 |